# Палац Бруницьких (Великий Любінь)
Палац Бруницьких — палац-садиба родини підприємця, нафтового магната, юдея за походженням, Костянтина Бруннера та його нащадків. Палац розташований у східній частині селища Великий Любінь (Городоцький район, Львівська область), за 0,5 км від автошляху Н13 (Львів — Самбір).

## Історія палацу
Точна дата побудови палацу достеменно невідома, але припускають, що він з'явився у XVIII ст., ще до того, як став власністю Бруницьких (пол. Brunicki). Раніше на місці палацу був замок XVII ст.. Відомо, що колись парадний вхід до палацу був з короткого, лівого боку будинку. Згодом, у 1920-х рр, Бруницькі перенесли його на теперішнє місце. Тоді ж змінено й під'їзд до палацу. Єдина частина палацу, яка збереглася майже без перебудов, — його тильна частина. В 1909–1910 року палац Бруницьких був ґрунтовно перебудований, за проєктом Я. Шульца, та набув необарокової форми. 
Палац мав білі лаковані французькі гарнітури і два позолочені комоди в бальній залі, декорованій у стилі Людовіка XV. У залі висіла велика кришталева люстра, був балкон для оркестру. Підлогу вкривав килим з квітковим малюнком. На стіні висів груповий портрет королеви Марисеньки із синами Якубом, Олександром і Костянтином та дочкою Терезою Кунегундою на тлі бюста Яна ІІІ Собеського.
Салон було обставлено найновішими меблями в різних стилях. Були тут крісла з темного дерева, оббиті шкірою. У буфетах до 1939 року зберігалося чимало порцеляни, старовинного срібла і скла. Бібліотечні шафи з темного дерева містили понад тисячу томів польською, англійською, німецькою та іншими мовами.
Його декорував відомий польський майстер того часу Петро Гарасимович зі Львова (пол. Piotr Witalis Harasimowycz). Серед декоративних елементів — герби Бруницьких (з левом) і Шимановських (Korwin) під баронською короною. Багатим декором відзначались інтер'єри палацу, але після Другої світової війни та недавньої реставрації майже все внутрішнє оздоблення втрачено.
Парк навколо палацу був облаштований на французький (регулярний) зразок. Тут були гарно доглянуті газони й кущі, підстрижені в різні цікаві фігури. В парку стояли низькі колони з вазами для квітів. Існувала оранжерея. В припалацовому саду також була невелика каплиця. (Див. також Парк XIX століття).
У 2006–2007 рр. палац відреставровано завдяки фінансовій підтримці громадянина Швейцарії отця Роберта Готса, а також коштам, виділених з місцевого бюджету. Тепер у палаці міститься один із корпусів Великолюбінської спеціалізованої загальноосвітньої школи-інтернату.

## Світлини

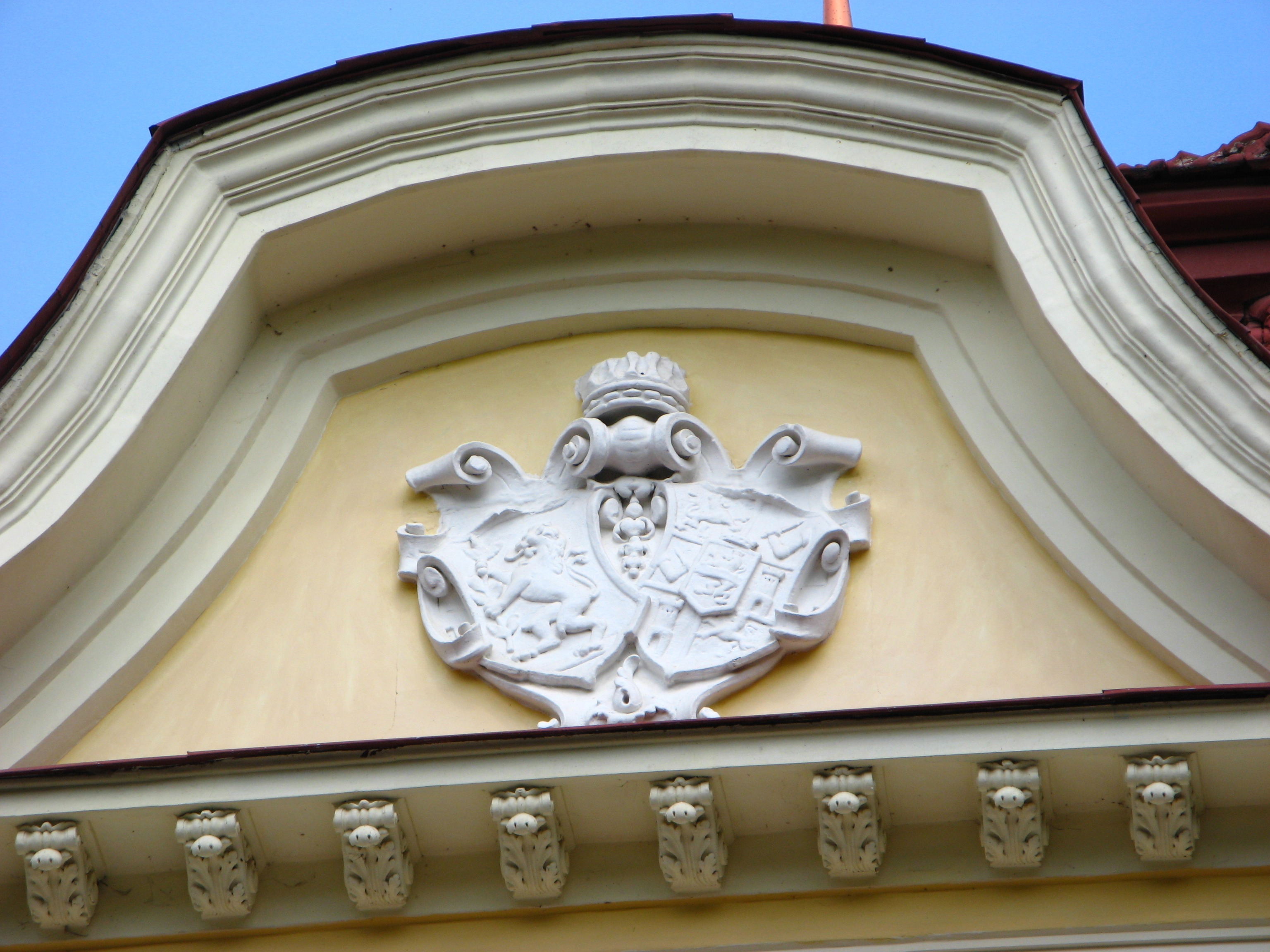
Герби власників палацу
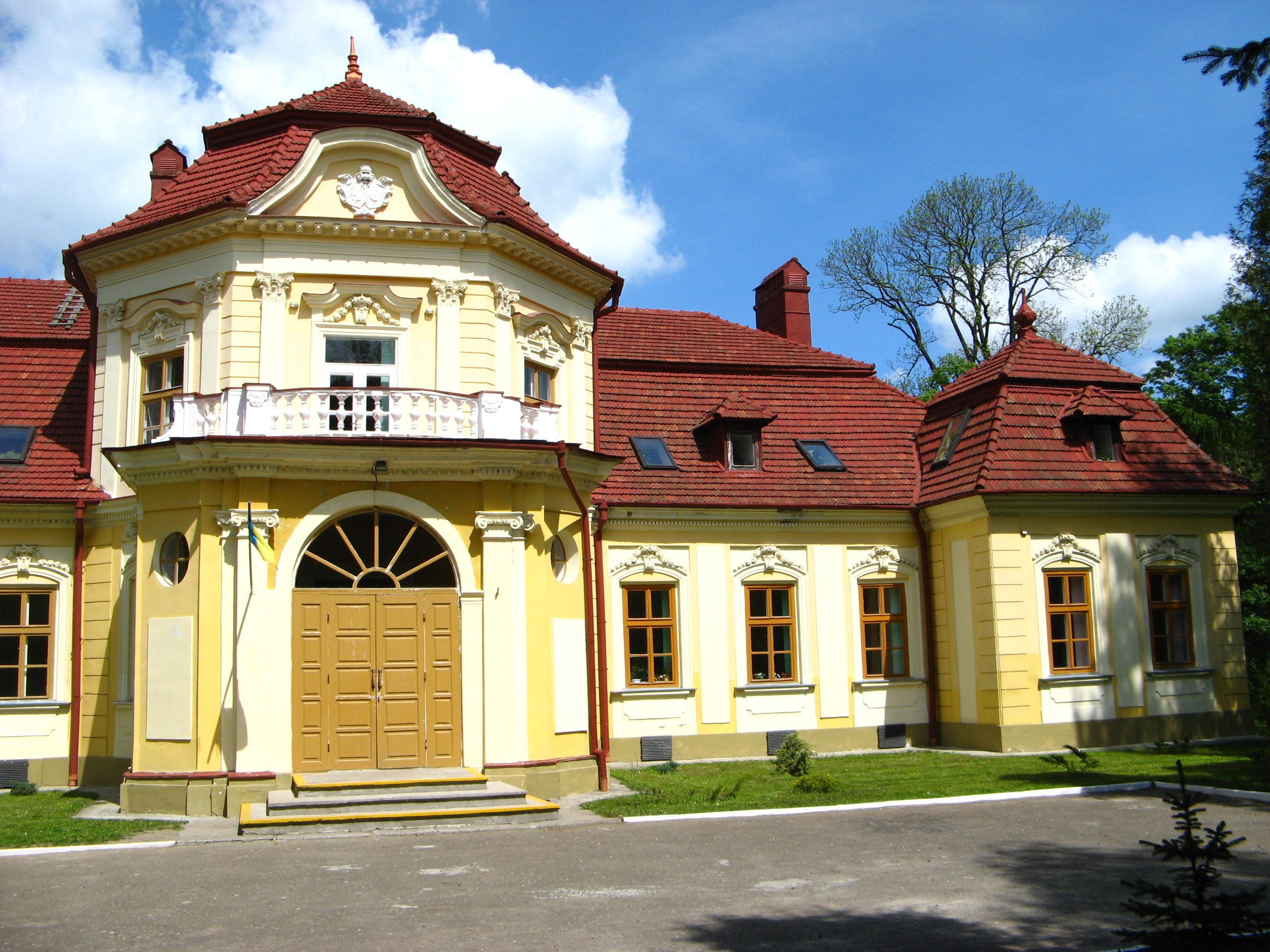
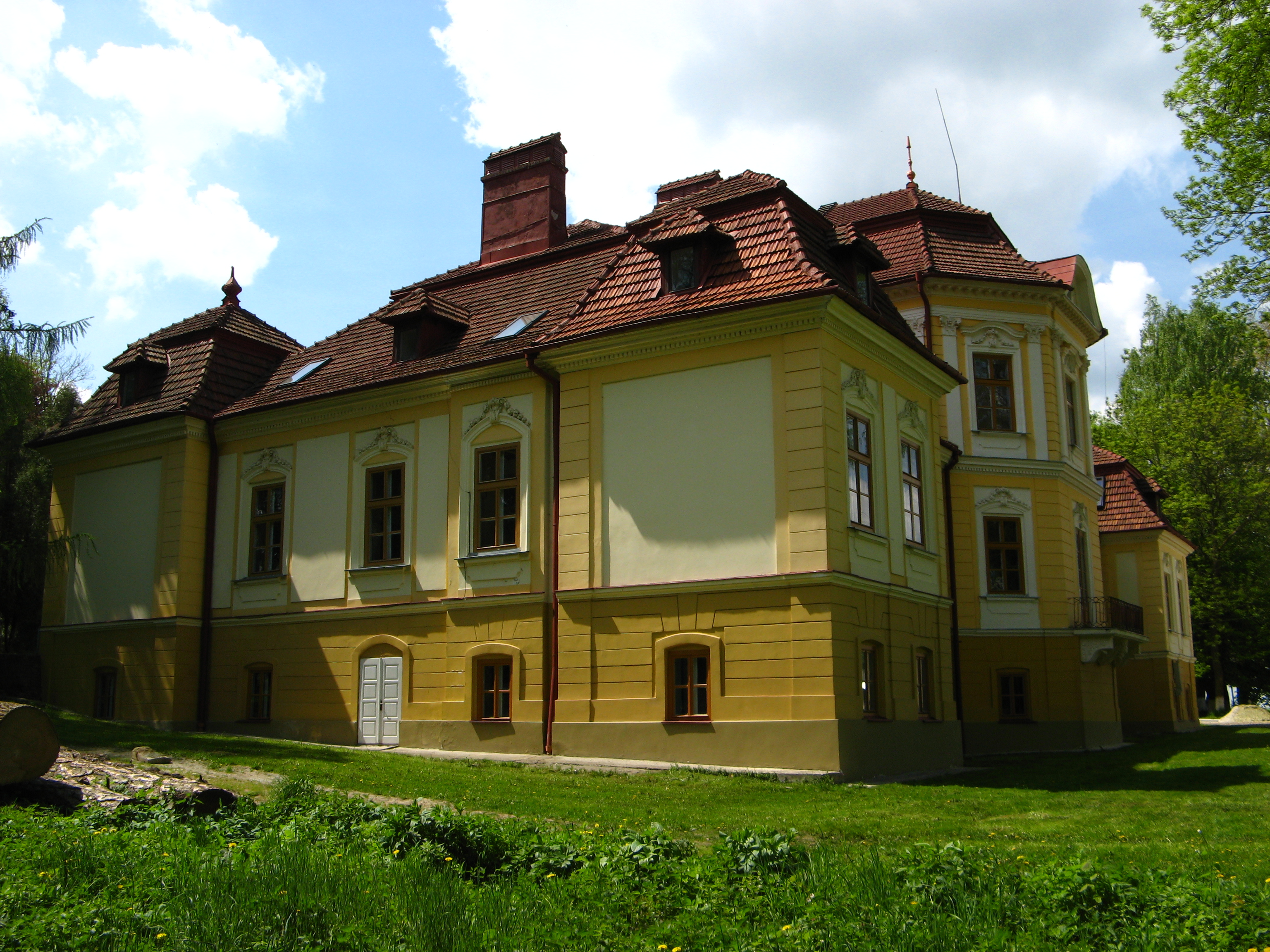
З тильного боку
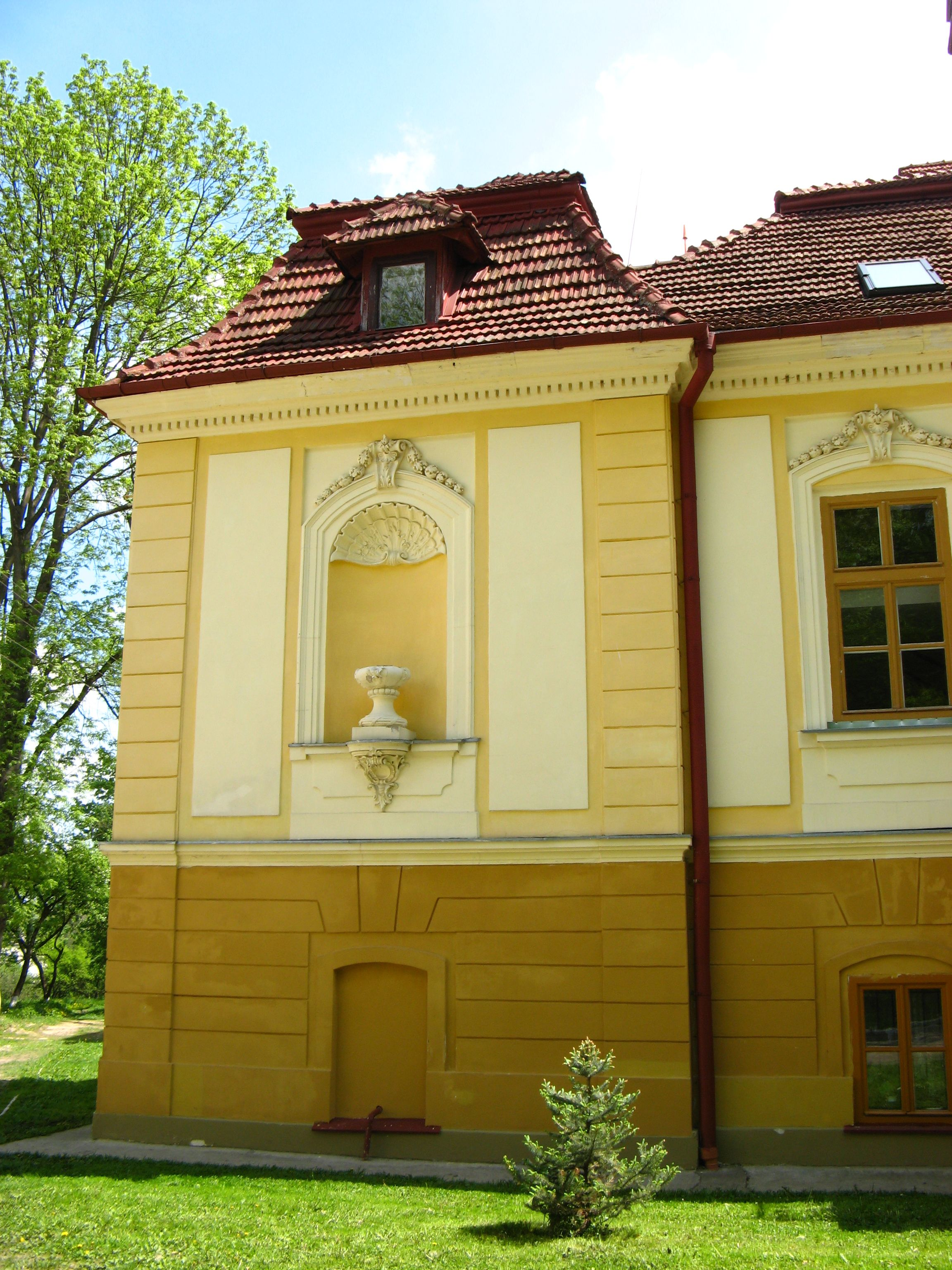
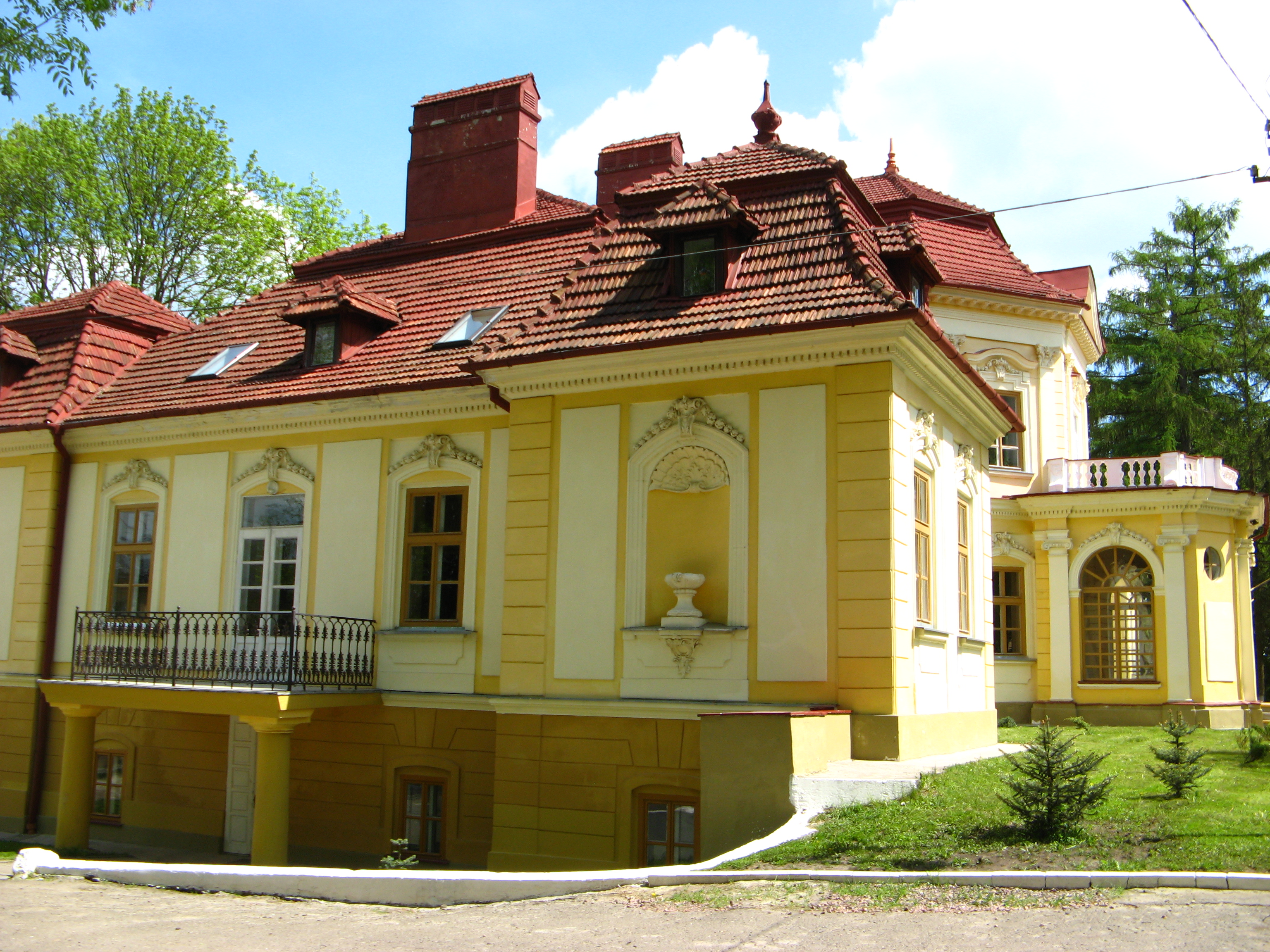
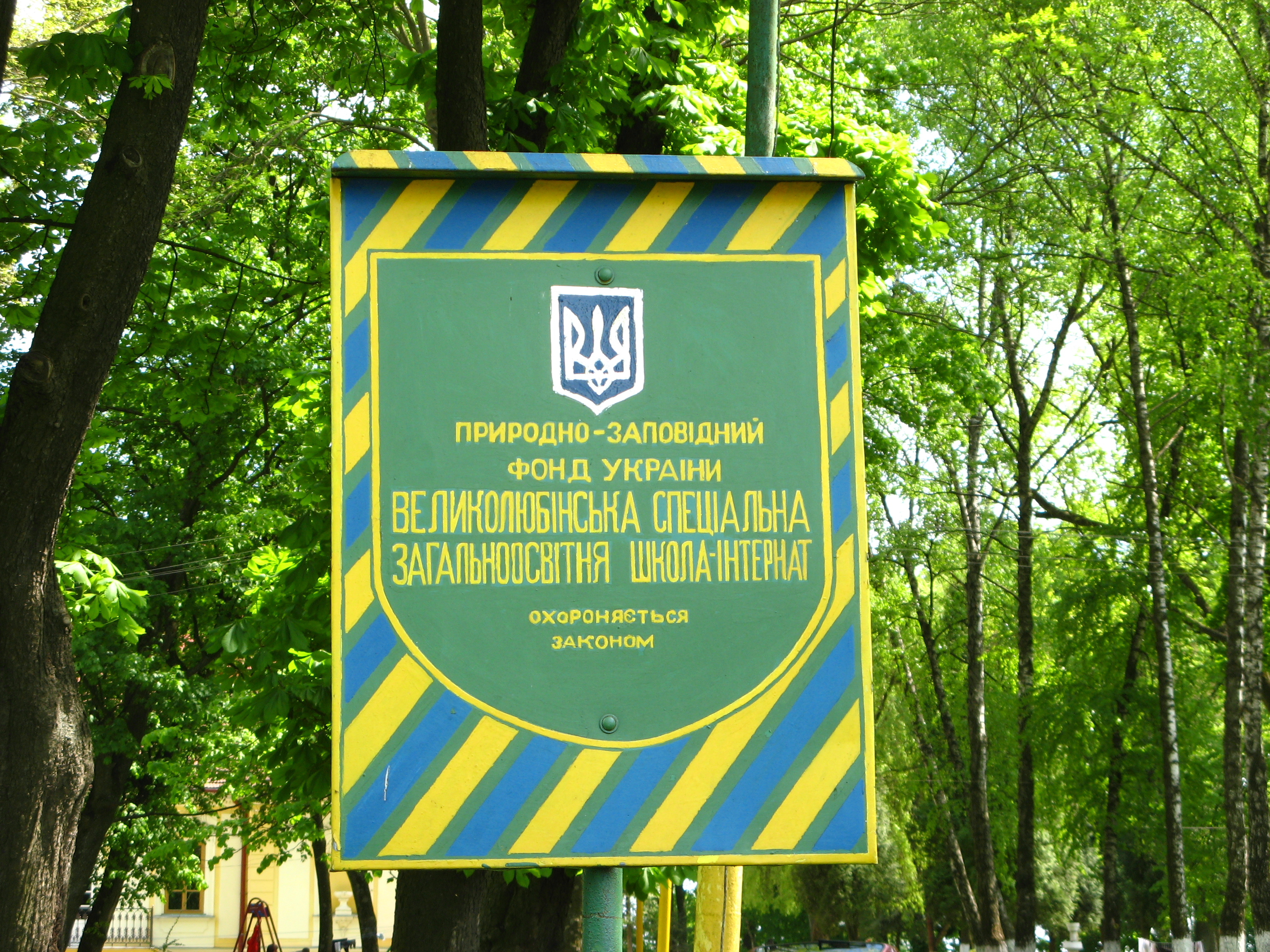
Таблиця при в'їзді до садиби
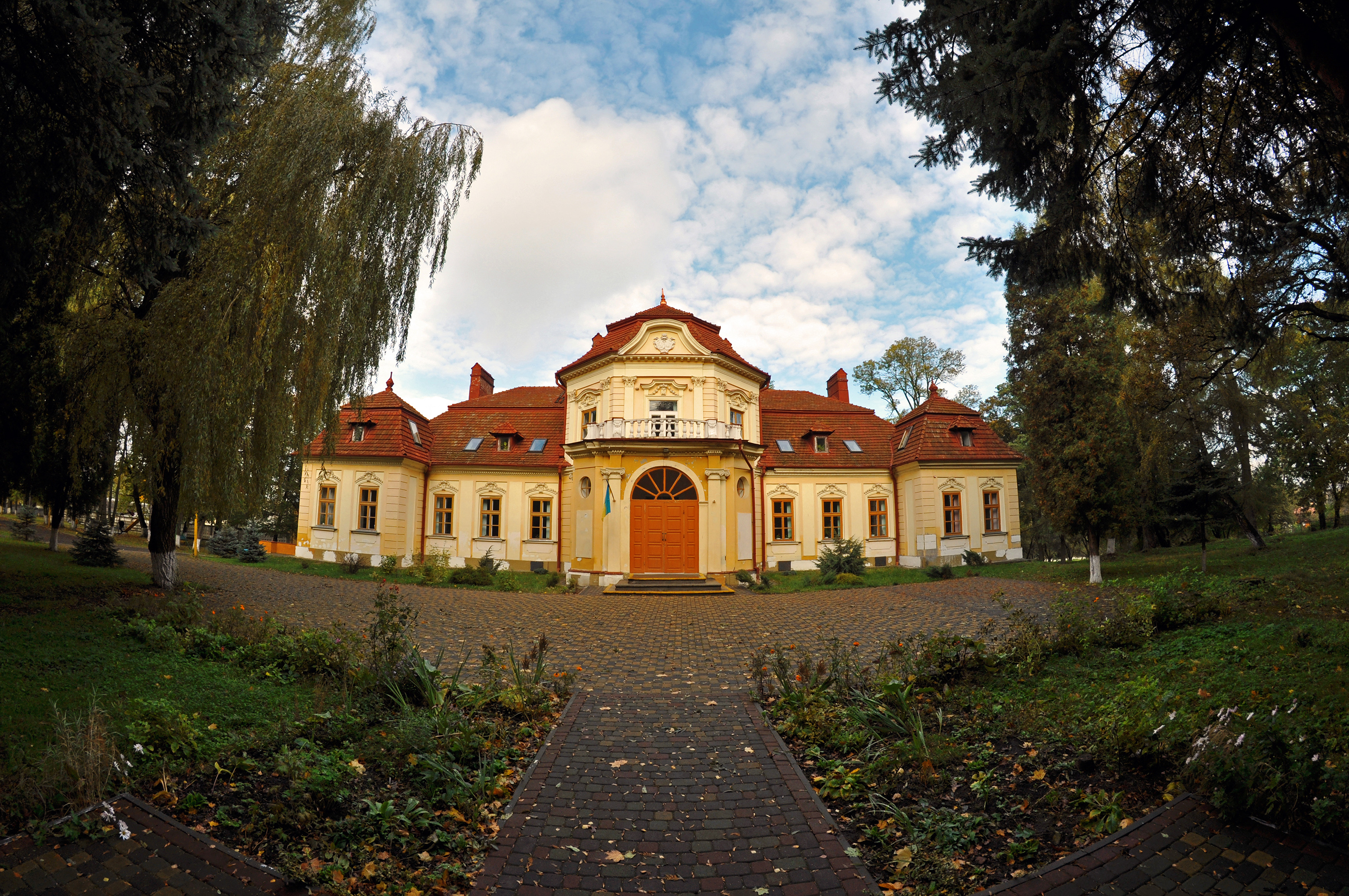
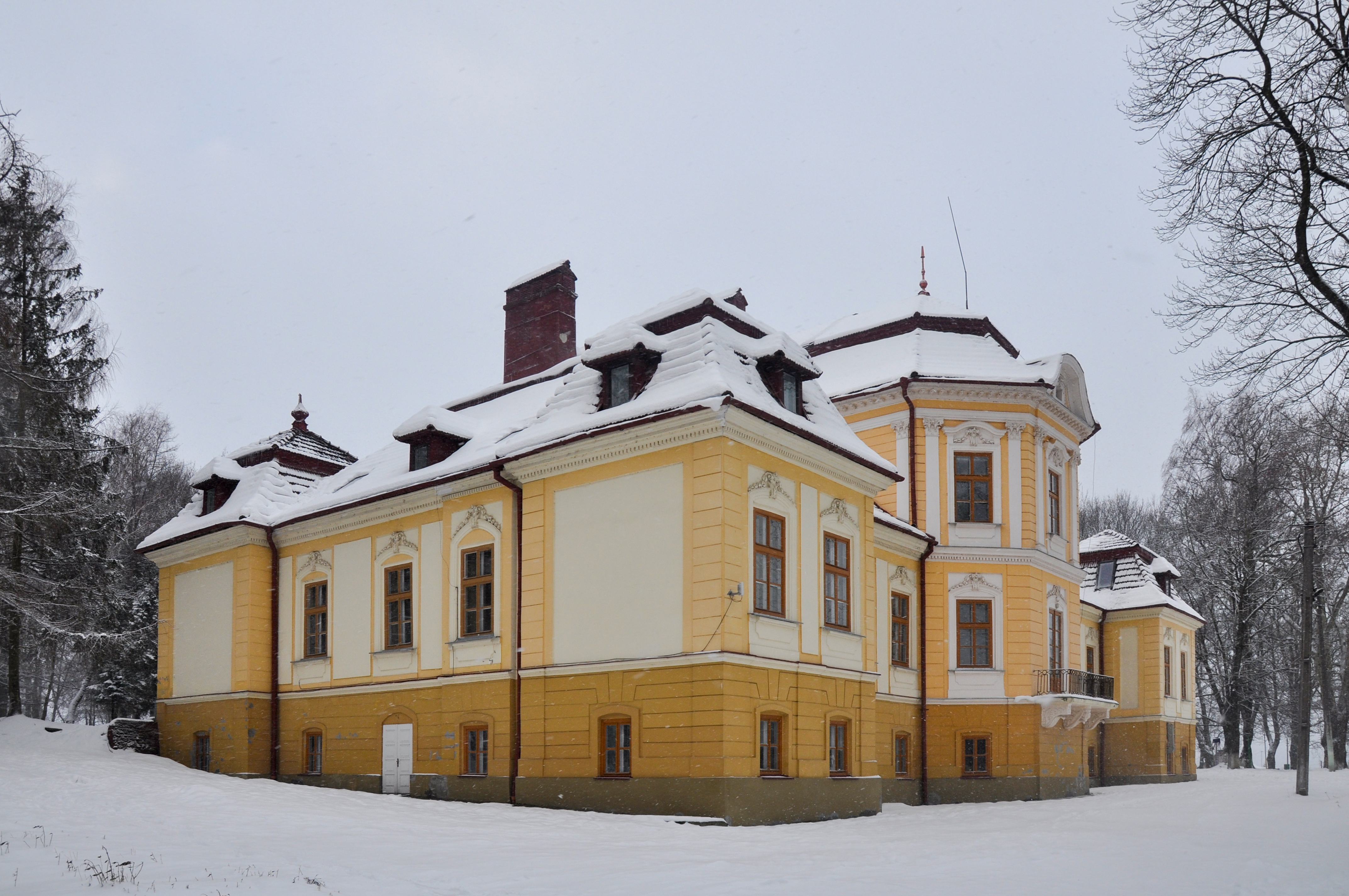